# Yukio Kasaya
Yukio Kasaya (jap. 笠谷幸生 Kasaya Yukio; ur. 17 sierpnia 1943 w Yoichi, zm. 23 kwietnia 2024 w Sapporo) – japoński skoczek narciarski, złoty medalista olimpijski oraz srebrny medalista mistrzostw świata.

## Przebieg kariery
Pierwsze sukcesy zaczął odnosić w 1964, kiedy został mistrzem Japonii. Osiągnięcie to powtórzył w 1969. W Turnieju Czterech Skoczni zadebiutował podczas jego 18. edycji, zajmując 12. miejsce w Oberstdorfie.
W sezonie 1971/1972, podczas 20. edycji Turnieju Czterech Skoczni, wygrał trzy pierwsze konkursy: w Innsbrucku, w Garmisch-Partenkirchen i w Oberstdorfie. Skoczek miał możliwość wygrania wszystkich czterech konkursów w jednym turnieju, jednak zrezygnował ze startu w Bischofshofen (gdzie wygrał Bjørn Wirkola, a cały turniej wygrał Ingolf Mork). Powodem rezygnacji były przygotowania do igrzysk olimpijskich w Sapporo w 1972, będących jednocześnie mistrzostwami świata w narciarstwie klasycznym. Wywalczył tam złoty medal na średniej skoczni, wyprzedzając dwóch rodaków: Akitsugu Konno oraz Seiji Aochi. Na dużym obiekcie zajął siódme miejsce, tracąc do zwycięzcy Wojciecha Fortuny ponad 10 punktów.
W 1976, w wieku 33 lat, Kasaya zakończył karierę zawodniczą i poświęcił się pracy trenerskiej i organizacyjnej. Na igrzyskach olimpijskich w Vancouver w 2010 był wiceszefem ekipy japońskiej.

## Igrzyska olimpijskie
| Miejsce | Dzień       | Rok  | Miejscowość | Konkurs                         | Wynik     | Strata   | Zwycięzca             |
| ------- | ----------- | ---- | ----------- | ------------------------------- | --------- | -------- | --------------------- |
| 23.     | 31 stycznia | 1964 | Innsbruck   | Skocznia normalna indywidualnie | 200,6 pkt | 29,3 pkt | Veikko Kankkonen      |
| 11.     | 9 lutego    | 1964 | Innsbruck   | Skocznia duża indywidualnie     | 206,7 pkt | 24,0 pkt | Toralf Engan          |
| 23.     | 11 lutego   | 1968 | Grenoble    | Skocznia normalna indywidualnie | 196,4 pkt | 20,1 pkt | Jiří Raška            |
| 20.     | 18 lutego   | 1968 | Grenoble    | Skocznia duża indywidualnie     | 191,1 pkt | 40,2 pkt | Władimir Biełousow    |
| 1.      | 6 lutego    | 1972 | Sapporo     | Skocznia normalna indywidualnie | 244,2 pkt | -        | -                     |
| 7.      | 11 lutego   | 1972 | Sapporo     | Skocznia duża indywidualnie     | 209,4 pkt | 10,5 pkt | Wojciech Fortuna      |
| 16.     | 7 lutego    | 1976 | Innsbruck   | Skocznia normalna indywidualnie | 234,0 pkt | 18,0 pkt | Hans-Georg Aschenbach |
| 17.     | 15 lutego   | 1976 | Innsbruck   | Skocznia duża indywidualnie     | 192,3 pkt | 42,5 pkt | Karl Schnabl          |

## Mistrzostwa świata
| Miejsce | Dzień     | Rok  | Miejscowość   | Konkurs                         | Wynik     | Strata   | Zwycięzca             |
| ------- | --------- | ---- | ------------- | ------------------------------- | --------- | -------- | --------------------- |
| 17.     | 19 lutego | 1966 | Oslo          | Skocznia normalna indywidualnie | 234,6 pkt | ?        | Bjørn Wirkola         |
| 28.     | 27 lutego | 1966 | Oslo          | Skocznia duża indywidualnie     | 215,3 pkt | ?        | Bjørn Wirkola         |
| 2.      | 14 lutego | 1970 | Wysokie Tatry | Skocznia normalna indywidualnie | 237,7 pkt | 2,9 pkt  | Garij Napałkow        |
| 32.     | 21 lutego | 1970 | Wysokie Tatry | Skocznia duża indywidualnie     | 226,0 pkt | ?        | Garij Napałkow        |
| 9.      | 16 lutego | 1974 | Falun         | Skocznia normalna indywidualnie | 258,9 pkt | ?        | Hans-Georg Aschenbach |
| 8.      | 23 lutego | 1974 | Falun         | Skocznia duża indywidualnie     | 210,9 pkt | 29,5 pkt | Hans-Georg Aschenbach |